# Kaple svaté Kateřiny (Karlštejn)
Kaple svaté Kateřiny, nazývána též modlitebna císaře Karla IV., je jeden z nejcennějších a zároveň nejzachovalejší původní prostor hradu Karlštejn. Nachází se ve druhém patře Mariánské věže, který sloužil jako soukromá oratoř pro Karla IV. Dnes je považována za jedno z nejkrásnějších míst na hradě Karlštejn, díky své cenné výzdobě v podobě polodrahokamového obložení a dochovaných obrazů.

## Význam kaple
Název kaple svaté Kateřiny se poprvé objevuje v hradním inventáři z roku 1515 ve spojitosti s novým přenosným oltáříkem, který sem dal vyhotovit tehdejší karlštejnský děkan Jan ze Stradouně. Podle Tomáše Durdíka byla kaple ve 14. a 15. století zasvěcena svatému Palmáciovi. Zasvěcení svaté Kateřině je omyl, který do historie zavedl Václav Hájek z Libočan a svou autoritou podpořil Bohuslav Balbín. Dnes však tato světice zaujímá ve výzdobě kaple podřadné místo a historici se domnívají, že se tak stalo především díky římské korunovaci Karla, která původní význam zasvěcení vytlačila.

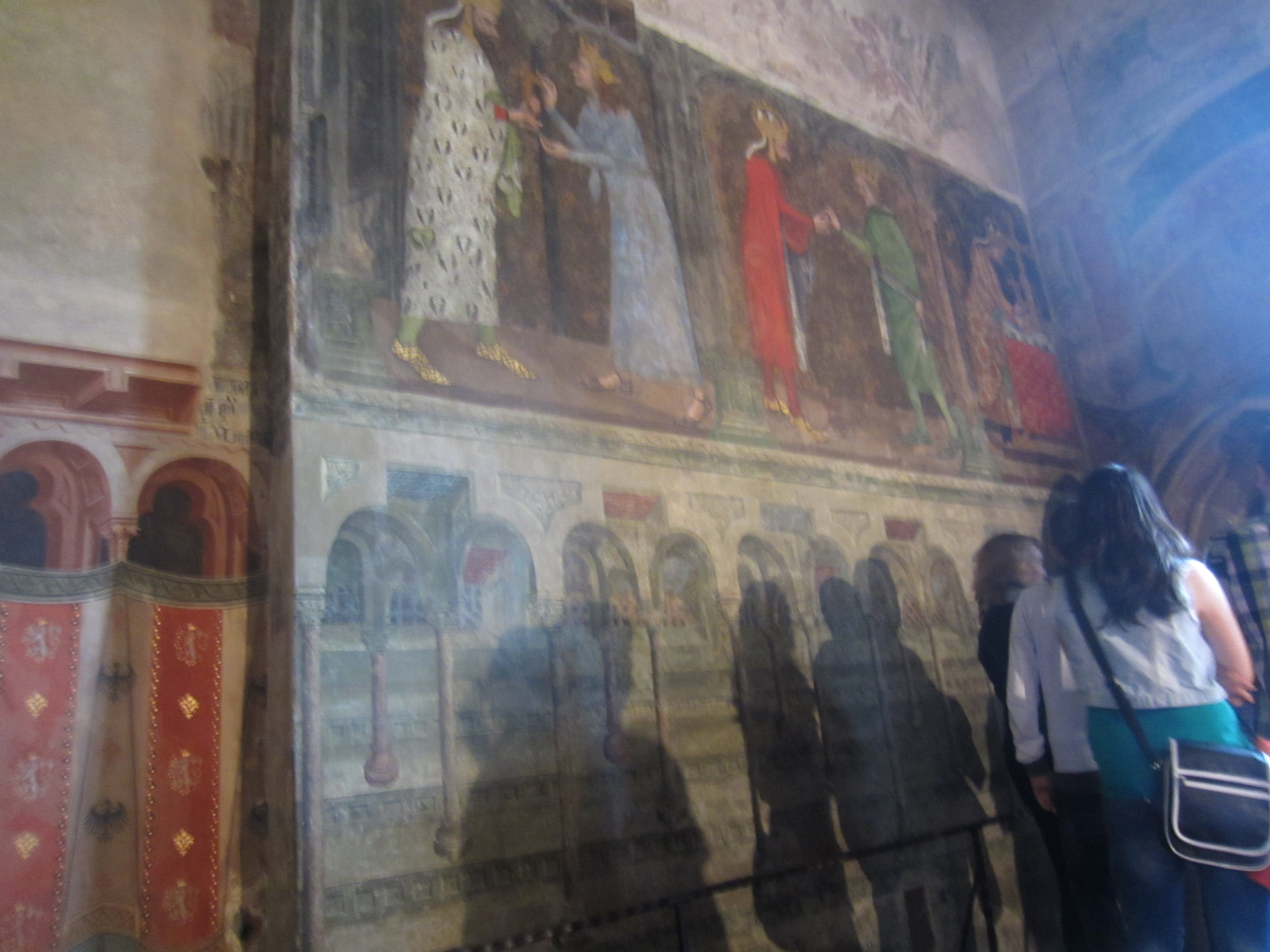
Ostatková scéna na stěně věžního kostela Panny Marie, za ní se nachází kaple svaté Kateřiny

Kaple získala svůj hlavní význam až po nejnutnější stavebních úpravách Mariánské věže, kdy byly dne 27. března 1357 vysvěceny dvě dosud nezasvěcené hradní kaple: kaple svatého Kříže ve velké věži a kolegiátní kostel. Tímto krokem byla pevně stanovena funkce kostela, která později ovlivnila i úpravu interiéru a přilehlých prostor, včetně kaple svaté Kateřiny a spojovací chodbičky. Jelikož kaplička touto přestavbou pozbyla významu, stala se soukromým oratoriem a modlitebnou císaře. Ten věřil, že mu svatá Kateřina několikrát zachránila život a choval k ní hlubokou úctu.
Protože v tomto období ještě nebyla dokončena kaple ve velké věži, sloužila na svém počátku jako schránka pro drahocenné relikviáře.

## Architektonický vývoj kaple
Prostor kaple se od počátku nacházel ve druhém patře kostelní věže hradu Karlštejna. Podle původního stavebního plánu mělo toto patro zaujímat jediný velký sál. Jelikož byly obvodové zdi ve druhém patře slabší než ve spodní, byla stejně jako východní i jižní zeď, která směřovaná k paláci, zesílena, protože v její západní polovině bylo v tloušťce zdi malá klenutá místnost, později pojmenována jako kaple svaté Kateřiny. Do miniaturní kapličky s obdélníkovým půdorysem, která měla na šířku 2.33 metrů a dlouhá byla 3,92 metrů, se vstupovalo ze sálu přes chodbičku bohatým sedlovým portálem. Naproti vstupu na východní straně měla oltářní menzu a nad ní půlkruhový výklenek s okosenou hranou. Osvětlená byla dvěma kružbovými okny z jihu se široce rozevřeným oboustranně profilovaným ostěním.

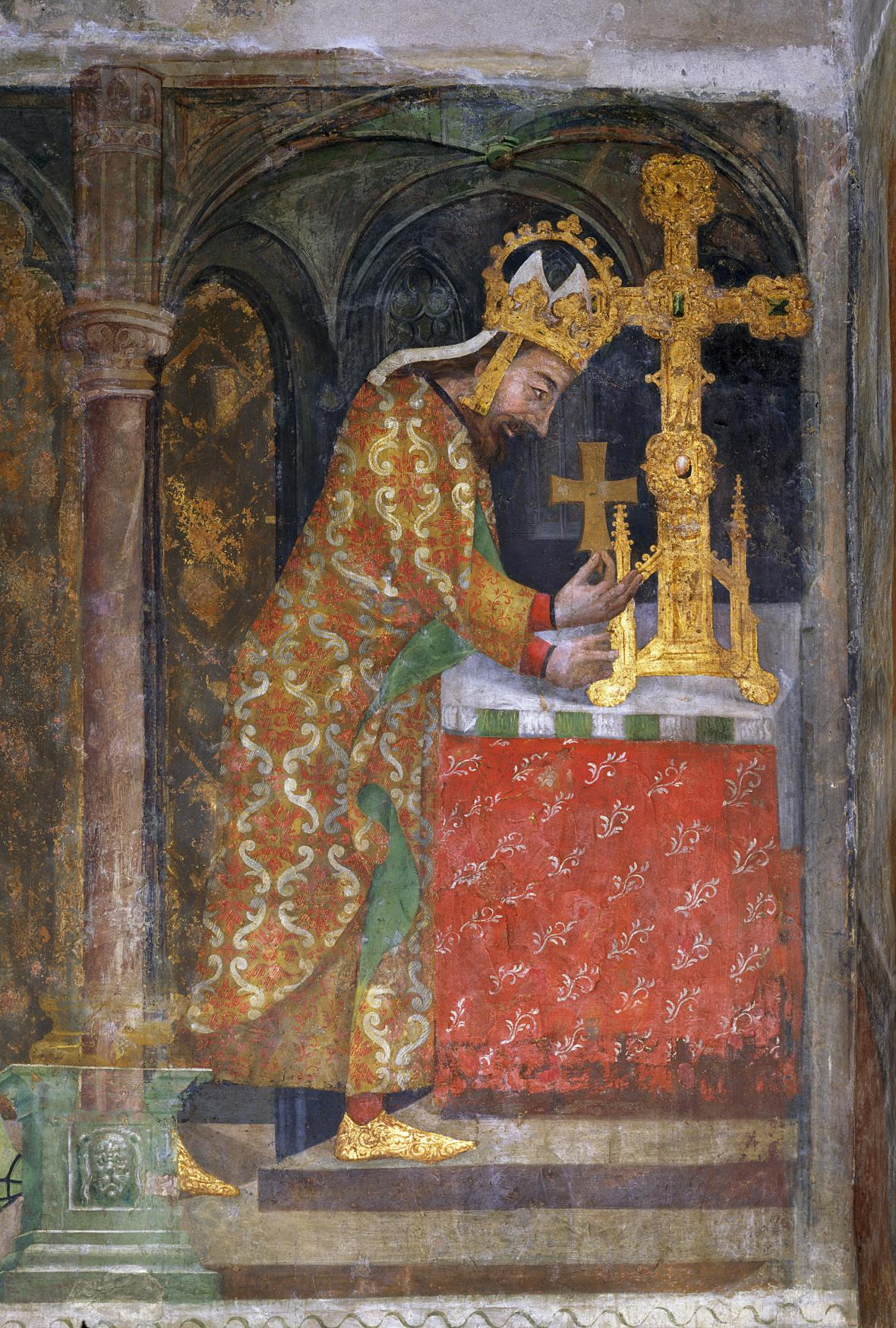
Ostatkový kříž jako hlavní motiv karlštejnské malířské výzdoby na vnější stěně císařské oratoře

Prostor byl oddělen pomocí dvou polí křížové klenby, jejíž ostrá žebra se ve vrcholu sbíhala do velkých kruhových svorníků zdobených pozlacenými kovovými terči s drahokamy. Přístěnná žebra se kolem patek klenby otáčela ve tvaru podložek, do nichž vbíhala žebra křížové klenby s dvojitým podseknutím v patkách.
Důležitých, i když ne tak rozsáhlých úprav, se dočkala kaplička po vysvěcení kolegiátního kostela, kdy se z ní stala soukromá modlitebna pro zbožné potřeby samotného císaře. Ve zdi, která oddělovala prostor kapličky s kostelem, byly probourány dva malé otvory. Spodní při podlaze sloužil k podávání důležitých listin vladaři k podpisu a horním pod klenbou zakrytou železnými dvířky se vsunovala olejová lampa k osvětlení večerních modliteb.
Díky své významnosti uchovávat cenné doklady a předměty se stěny dosud pokryté nástěnnými malbami obložily leštěnými polodrahokamy, které zakryly z velké části starší malby a nejspíše i sanktuárium, jež se stalo po změně kaple v oratorium zbytečným. Společně s nástěnnou inkrustací se pokryla malovaná žebra a prsa klenby zlaceným puncováním a svorníky se ozdobily růžicemi ze stříbrného pozlaceného plechu, posázené broušenými polodrahokamy.
Úměrnost k nádheře výzdoby vnitřních prostor doplňoval portál s živě polychromovaným a zlaceným ostěním, který byl zakončený dveřmi pobitými zlacenými plechovými pruhy, kde se v kosočtvercích střídal malovaný český lev a říšský orel.
Společně s úpravami kapličky se ve stejném duchu nesla i úprava spojovací chodbičky, která se taktéž pokryla broušeným obkladem a její modrá valená klenba byla pokryta hvězdami ze zlaceného štuku.
Obnova hradu v dalších obdobích se kapličky skoro vůbec nedotkla. V pozdní gotice v ní bylo zaskleno pouze jedno okno a v období renesance zmizela skřínka s ostatky sv. Palmacia. Kaple svaté Kateřiny tedy zůstala v původním stavu jako jedna z mála prostor na Karlštejně a dokonce i v českých zemích.

## Malířská výzdoba kaple

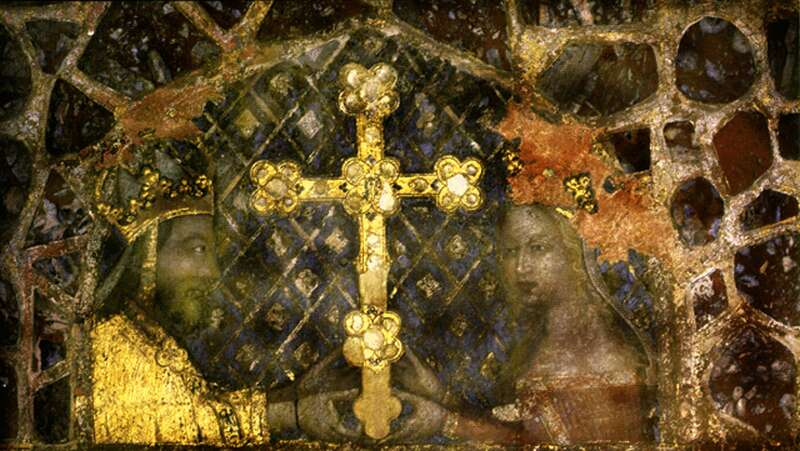
Portrét Karla IV. a Anny Svídnické nad vchodem do kaple

Výzdobu kaple váže společné téma, jímž je Kristovo utrpení na kříži s ostatky, které je připomínají. Velmi obtížné je ale zjistit, zda malby vznikly již před zřízením kostele či až poté.
Tematika výzdoby dosvědčuje, že byla provedena krátce po císařově návratu z Itálie, tedy nejdříve v roce 1356 a nejpozději v roce 1360, kdy byla vysvěcena kaple sv. Kříže, a ostatkový kříž byl v tomto dni přenesen do prostoru kaple ve velké věži.
Ostatkový kříž jako hlavní motiv karlštejnské malířské výzdoby a v intimnější poloze se promítá i v prostorách kapličky.
V prvním stádiu byly všechny stěny kaple pokryty nástěnnými malbami a upravovala se čelní stěna. Za oltář byl vsazen votivní obraz Madony s Ježíškem, jež vlídně přijímá modlitby císařského páru – Karla IV. a Anny Svídnické. Pozadí jim tvořilo modré nebe se zlatými hvězdami, které zdobily i Madoninu korunu. Svatý obraz doplňují postavy apoštolů Petra a Pavla a obraz Veroničiny roušky ve vrcholu oblouku na ostění niky.
Na severní straně kapličky se váže k obrazu Madony pás sedmi postav světců, posazených pod půlkruhovou arkádou, z nichž zbyly po inkrustaci polodrahokamy pouze hlavy. Dodnes se neví, koho konkrétně měly malby zobrazovat.
Také štítová pole severní stěny byla malována, což dokazuje pozůstatek blankytné drapérie – zřejmě roucha anděla v levé části stěny a nepatrné zbytky pestrých barev.
Druhém stádium úprav souvisí s uložením cenného kříže s ostatky Kristova utrpení a patří především malbě na oltářní menze. Její přední stranu zdobí obraz Ukřižování a napravo zůstala zachována postava svaté Kateřiny. K této etapě patří i zlaté puncování na modrém fondu klenby a zlacení plechem svorníků v klenbách.
Další ostatková scéna se nachází nad vstupním portálem. Velmi cenným obrazem je i dvojportrét s ostatkovým křížem, vymalovaný nad dveřmi a představuje Karla IV. s jeho manželkou Annou Svídnickou.
Okna se dočkala zdobených úprav v podobě barevných vitráží, ze kterých se dnes dochoval pouze zlomek s ukřižováním Krista.